# Степанівська сільська рада (Устинівський район)
| Степанівська сільська рада — колишній орган місцевого самоврядування у Устинівському районі Кіровоградської області з адміністративним центром у с. Степанівка. Сільській раді підпорядковані населені пункти: - с. Степанівка - с. Степове - с. Орлова Балка |

## Склад ради
Рада складається з 14 депутатів та голови.

### Керівний склад ради
| ПІБ                          | Основні відомості                                                                      | Дата обрання | Дата звільнення |
| ---------------------------- | -------------------------------------------------------------------------------------- | ------------ | --------------- |
| Поліщук Валентина Миколаївна | Сільський голова, 1954 року народження, освіта, Всеукраїнське об'єднання 'Батьківщина' | 26.03.2006   | 31.10.2010      |
| Сазонік Людмила Миколаївна   | Сільський голова, 1957 року народження, освіта вища, член народної партії              | 31.10.2010   | 31.03.2014      |

Примітка: таблиця складена за даними джерела

## Населення
Згідно з переписом УРСР 1989 року чисельність наявного населення сільської ради становила 766 осіб, з яких 347 чоловіків та 419 жінок.
За переписом населення України 2001 року в сільській раді мешкали 744 особи.

### Мова
Розподіл населення за рідною мовою за даними перепису 2001 року:
| Мова       | Відсоток |
| ---------- | -------- |
| українська | 94,90 %  |
| молдовська | 3,09 %   |
| російська  | 1,88 %   |
| білоруська | 0,13 %   |